# Pingo Doce
Pingo Doce é uma cadeia de supermercados e hipermercados portuguesa. É uma insígnia pertencente ao grupo Jerónimo Martins, presente maioritariamente em zonas urbanas. Em Janeiro de 2019, tinha 432 lojas distribuídas por 293 localidades. Desde 2021, a assinatura atual é Quem Trouxe, Quem Trouxe foi o Pingo Doce.

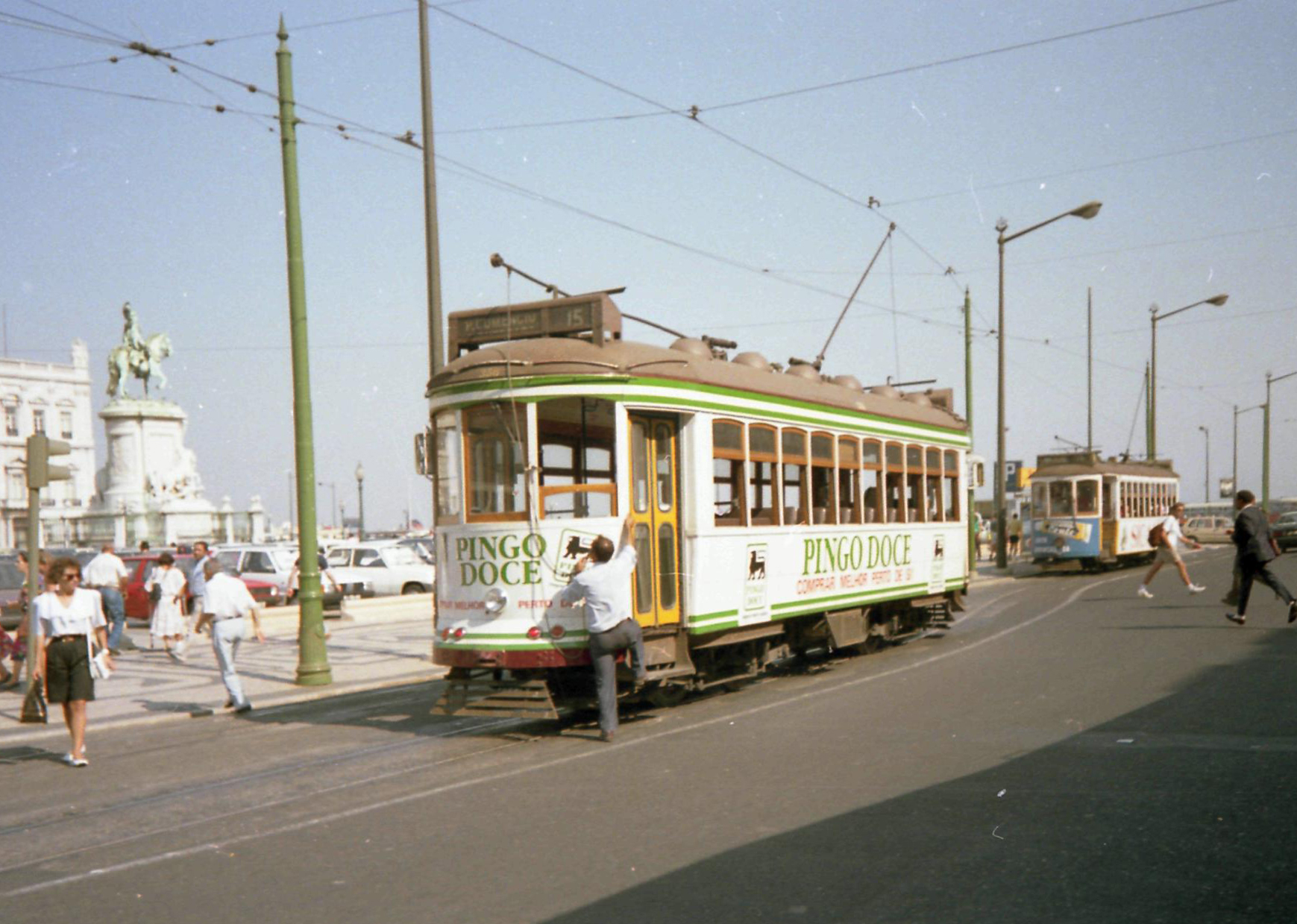
Elétrico de Lisboa (carro 356, carreira 15, Praça do Comércio), em 1989, com publicidade Pingo Doce — veja-se o logótipo usado à época.

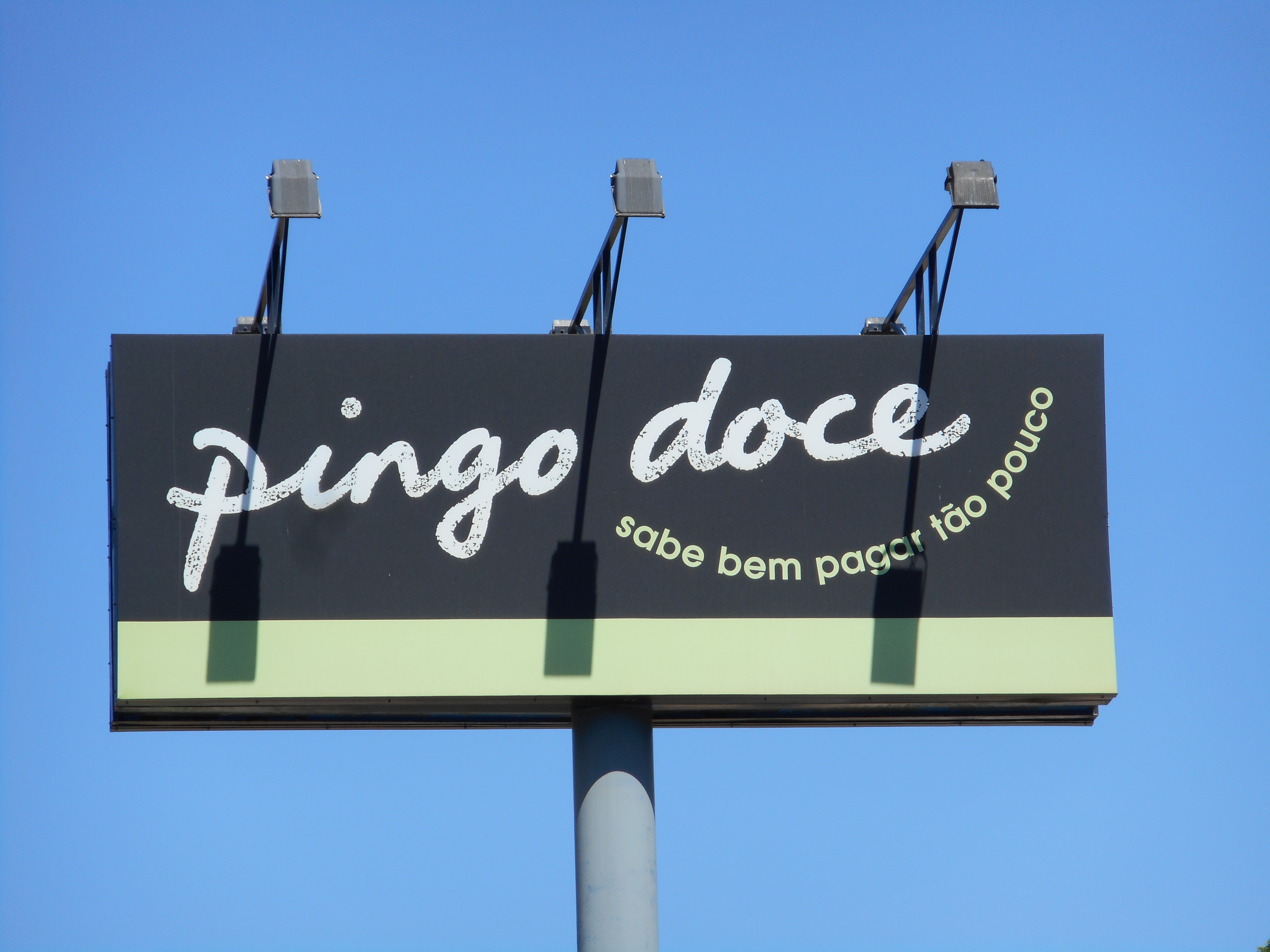
Letreiro sustentado o logótipo do Pingo Doce.

## História
Em 1980 foi constituído a Companhia Pingo Doce, e a definição de uma estratégia clara de exploração do segmento de supermercados. Jerónimo Martins assume-se como holding e estabelece uma parceria estratégica com o Delhaize Group "Le Lion" para o desenvolvimento do Pingo Doce. Em 1993, o Pingo Doce conquista a liderança na distribuição alimentar, no segmento de supermercados. Em 1992, a Ahold se tornou acionista.

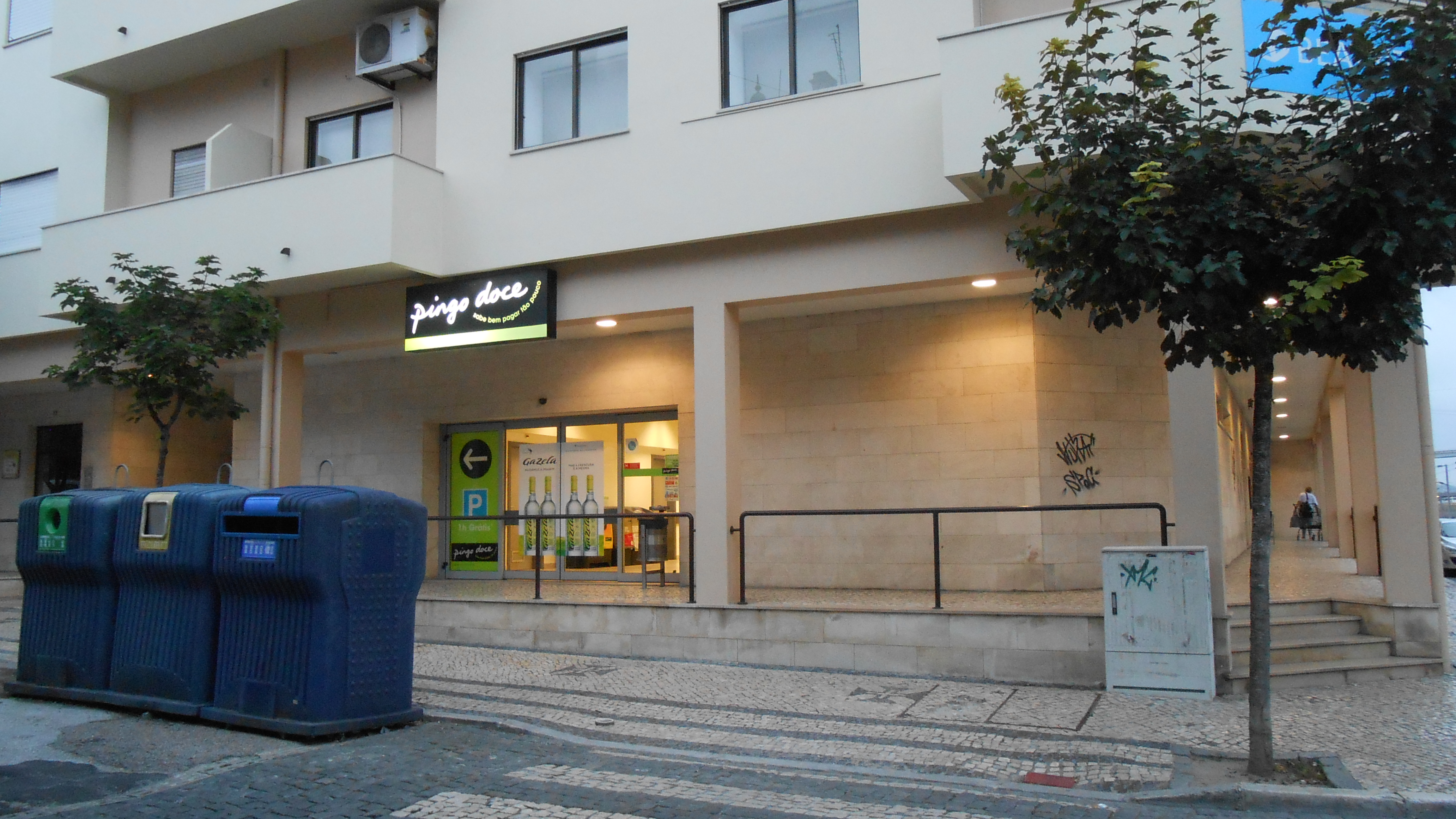
Entrada do Pingo Doce na Figueira da Foz.

Em 2010, o Pingo Doce lançou nos seus super e hipermercados o serviço de restauração e Take-away. Entre 2008 e 2010, o Pingo Doce veio a absorver a marca "Feira Nova", do mesmo Grupo.
Em 2015, abriu a primeira loja Pingo Doce & Go, um novo conceito de loja de conveniência em parceria com os postos de abastecimento BP e que está aberta 24 horas por dia. Até março de 2019, existiam 5 lojas: 3 em Lisboa, 1 em Corroios e 1 na Área de Serviço do Seixal na A2. O Pingo Doce procura agora espalhar e levar este novo conceito de lojas de conveniência por todas as regiões do país.  

## Logotipo do Pingo Doce

Logotipo do Pingo Doce entre 1993 e 2001.
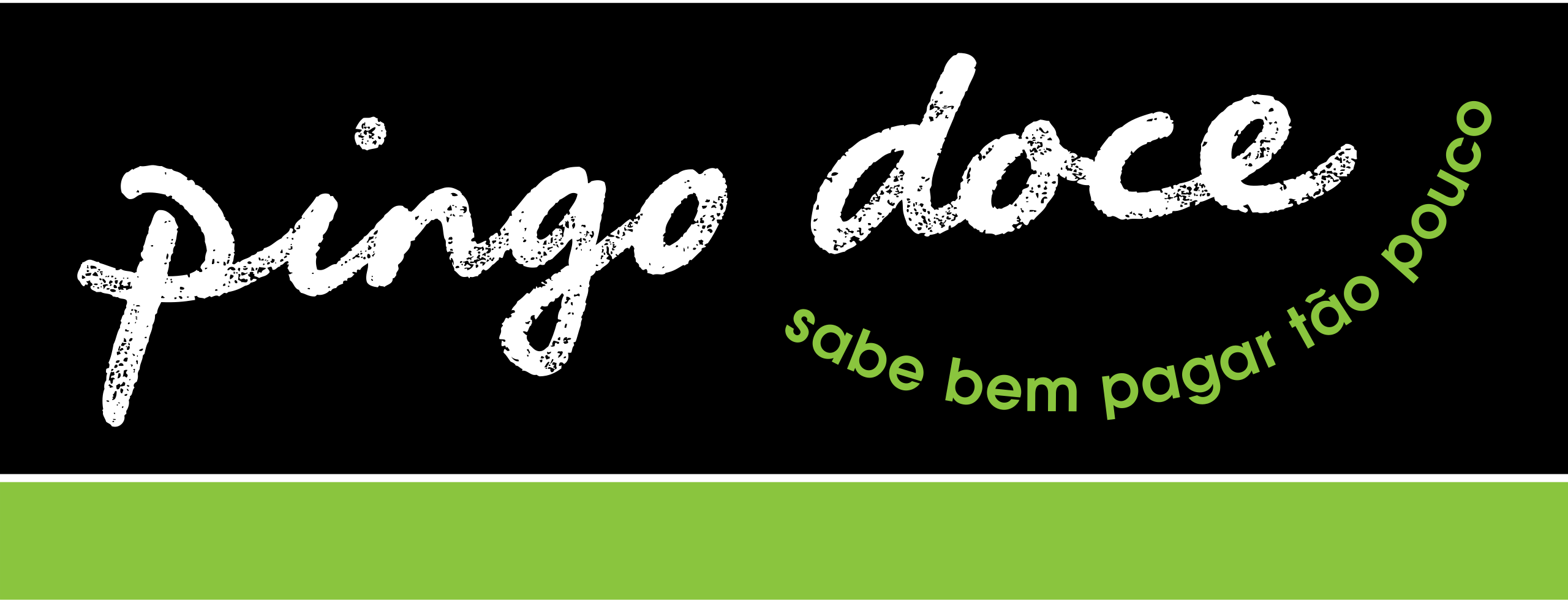
Logotipo do Pingo Doce desde 2008.

## Lojas
Em setembro de 2022, a rede de supermercados compreendia 470 lojas, localizadas em todas as sete regiões portuguesas. A Área Metropolitana de Lisboa, com 165 lojas, é a região com mais lojas, seguida pelo Norte com 144 lojas, o Centro com 82 lojas, o Alentejo com 34 lojas, o Algarve com 29 lojas, a Madeira com 14 lojas e os Açores com 3 lojas.  

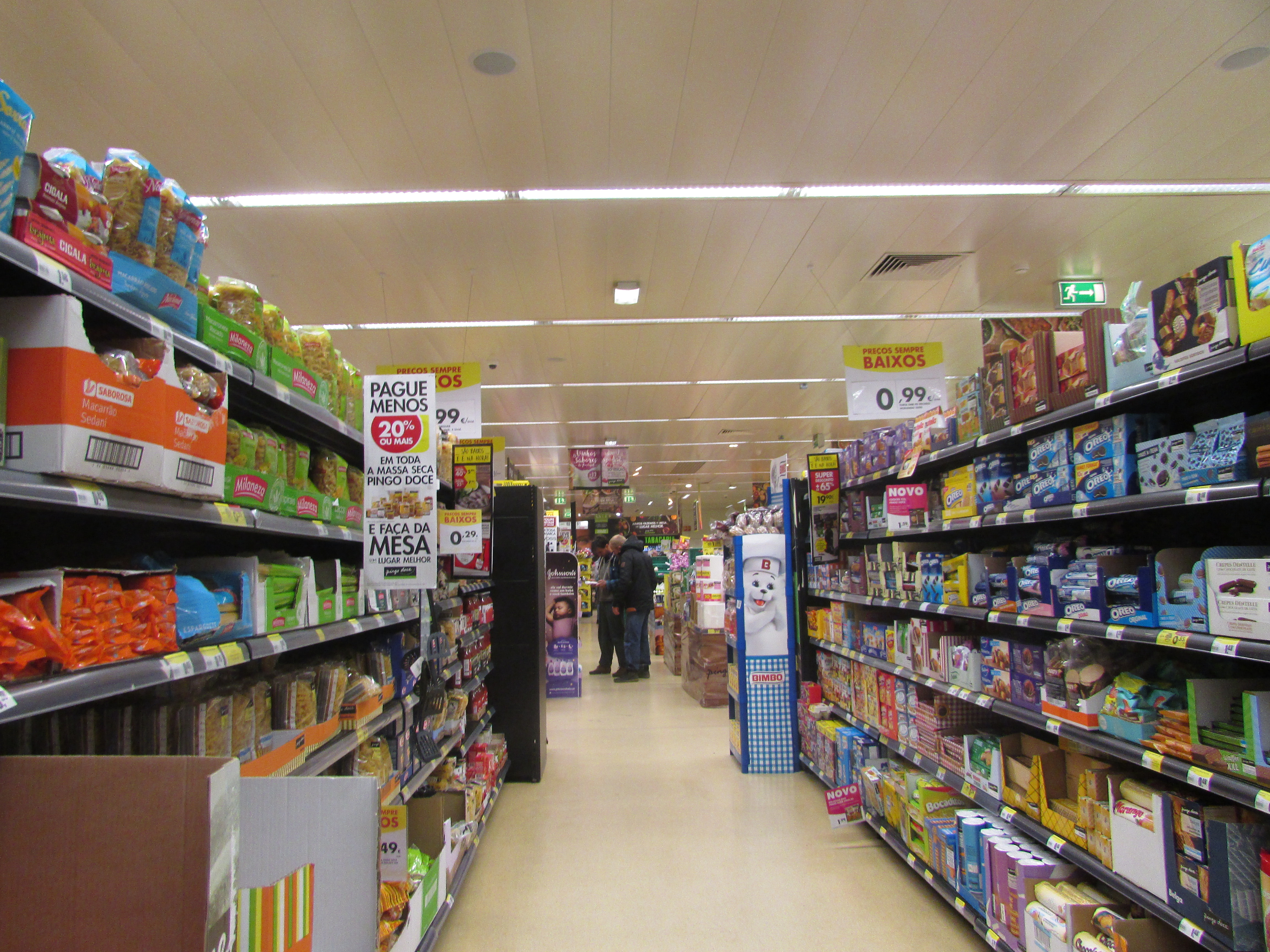
Interior do Pingo Doce em Albufeira.

Em Março de 2017, o Pingo Doce abriu a sua loja 414 em Terrugem. Em junho de 2017 abriu a sua primeira loja em Elvas, chegando assim às 415 lojas.
Em abril de 2025, o Pingo Doce inaugurou o que descreve como o primeiro restaurante em Portugal com terminais de self-checkout alimentados por inteligência artificial. Localizado na unidade Comida Fresca do centro comercial Alegro Sintra, o sistema reconhece automaticamente os itens alimentares nos tabuleiros dos clientes através de tecnologia avançada de reconhecimento de imagem. A solução foi desenvolvida pela startup francesa Retail Robotics Solutions, especializada em visão computacional para restauração. Segundo o Pingo Doce, a IA visa reduzir o tempo de espera e melhorar a experiência dos clientes.